# La Jeunesse mélancolique et très désabusée d'Adolf Hitler
La Jeunesse mélancolique et très désabusée d'Adolf Hitler (2010) est le cinquième roman de Michel Folco.
Ce roman s'intéresse à la jeunesse d'Adolf Hitler, de la rencontre de ses parents, Aloïs Schicklgruber-Hitler et Klara Pölzl, jusqu'à sa période viennoise. Le livre se demande pourquoi Hitler est devenu ce qu'il est devenu. Le livre met en scène certains personnages des livres précédents de Michel Folco tels que Marcello Tricotini, Aloïs Schicklgruber-Hitler, Klara Pölz ainsi qu'Hitler lui-même durant une scène qui était aussi dans Même le mal se fait bien.